# 笛粗螯蛛
笛粗螯蛛（学名：Pachygnatha degeerii）为肖峭科粗螯蛛属的动物。分布于古北区以及中国大陆的等地。